# Peter Kwong
Peter Kwong (Los Angeles, 9 aprile 1952 – Los Angeles, 27 maggio 2025) è stato un attore statunitense.

## Biografia
Noto soprattutto per i suoi ruoli di combattente di arti marziali, collezionò innumerevoli comparsate in film molto popolari, come Grosso guaio a Chinatown (1986) e Il bambino d'oro (1986) ma soprattutto in serie televisive anni ottanta e novanta, come A-Team (1983), Miami Vice (1985), Renegade (1992) e JAG - Avvocati in divisa (2004). Fu membro dell'Academy of Motion Picture Arts and Sciences, del Academy of Television Arts and Sciences, del National Board of Directors of The American Federation of Television, presidente del Committee for Racial Equality of Actors Equity Association, vice presidente del Ethnic Equal Opportunities e del Young Performers Committees of the Screen Actors Guild.
Fu anche maestro di arti marziali, in particolare Shaolin del Nord e tecniche come il Tai-chi chuan. 
Morì a Los Angeles il 27 maggio 2025 all'età di 73 anni.

## Filmografia

### Cinema
- Vigilato speciale (Straight Time), regia di Ulu Grosbard (1978)
- Cacciatori della notte (Sunnyside), regia di Timothy Galfas (1979)
- Comiche dell'altro mondo (Slapstick (Of Another Kind)), regia di Steven Paul (1982)
- Mai troppo giovane per morire (Never Too Young to Die), regia di Gil Bettman (1986)
- Grosso guaio a Chinatown (Big Trouble in Little China), regia di John Carpenter (1986)
- Il bambino d'oro (The Golden Child), regia di Michael Ritchie (1986)
- Steele Justice, regia di Robert Boris (1987)
- Skeleton Coast, regia di John 'Bud' Cardos (1988)
- Il presidio - Scena di un crimine (The Presidio), regia di Peter Hyams (1988)
- California Skate (Gleaming the Cube), regia di Graeme Clifford (1989)
- Angel Town, regia di Eric Karson (1990)
- Frame-Up II: The Cover-Up, regia di Paul Leder (1992)
- Combination Platter, regia di Tony Chan (1993)
- Una figlia in carriera (I'll Do Anything), regia di James L. Brooks (1994)
- T-Rex - Il mio amico Dino (Theodore Rex), regia di Jonathan R. Betuel (1995)
- Paper Dragons, regia di Adolfo Swaya (1996)
- Un prezzo per la libertà (Row Your Boat), regia di Sollace Mitchell (1999)
- Ghost Rock, regia di Dustin Rikert (2003)
- Il mio amico Ted (Aussie and Ted's Great Adventure), regia di Shuki Levy (2009)
- Budz House, regia di Cameron Casey (2011)
- Cooties, regia di Jonathan Milott e Cary Murnion (2014)
- Clarissa's Gift, regia di Obba Babatundé - cortometraggio (2014)
- Love Sanchez, regia di Erik Hudson e Laura P. Vega (2016)

### Televisione
- La squadriglia delle pecore nere (Baa Baa Black Sheep) – serie TV, episodio 1x19 (1977)
- Panico in Echo Park (Panic in Echo Park), regia di John Llewellyn Moxey – film TV (1977)
- Wonder Woman – serie TV, episodio 2x03 (1977)
- L'uomo di Atlantide (Man from Atlantis) – serie TV, episodio 1x14 (1978)
- Sword of Justice – serie TV, episodio 1x01 (1978)
- Operazione sottoveste (Operation Petticoat) – serie TV, episodio 2x10 (1979)
- The Memory of Eva Ryker, regia di Walter Grauman – film TV (1980)
- Bret Maverick – serie TV, episodio 1x05 (1981)
- New York New York (Cagney & Lacey) – serie TV, episodio 1x01 (1982)
- The Renegades, regia di Roger Spottiswoode – film TV (1982)
- L'uomo di Singapore (Bring 'Em Back Alive) – serie TV, episodio 1x09 (1982)
- Ralph supermaxieroe (The Greatest American Hero) – serie TV, episodio 3x09 (1983)
- La casa nella prateria (Little House on the Prairie) – serie TV, episodio 9x22 (1983)
- Matt Houston – serie TV, episodio 2x08 (1983)
- Manimal – serie TV, episodio 1x07 (1983)
- Keiko, regia di Larry Elikann – film TV (1983)
- A-Team (The A-Team) – serie TV, episodio 2x13 (1984)
- Dynasty – serie TV, episodio 4x24 (1984)
- Victims for Victims: The Theresa Saldana Story, regia di Karen Arthur – film TV (1984)
- Miami Vice – serie TV, episodio 1x14 (1985)
- A cuore aperto (St. Elsewhere) – serie TV, episodio 3x23 (1985)
- 227 – serie TV, episodio 1x06 (1985)
- Storie incredibili (Amazing Stories) – serie TV, episodio 1x07 (1985)
- MacGyver – serie TV, episodio 2x01 (1986)
- Top Secret (Scarecrow and Mrs.King) – serie TV, episodio 4x11 (1986)
- Jack, investigatore privato (Private Eye) – serie TV, episodio 1x08 (1987)
- La bella e la bestia (Beauty and the Beast) – serie TV, episodio 1x13 (1988)
- Gli amici di papà (Full House) – serie TV, episodio 2x03 (1988)
- Arena di gladiatori (Police Story: Gladiator School), regia di James Darren – film TV (1988)
- Knightwatch – serie TV, episodio 1x01 (1988)
- Vietnam addio (Tour of Duty) – serie TV, episodio 2x12 (1989)
- Lifestories – serie TV, episodio 1x01 (1990)
- Doctor Doctor – serie TV, episodio 3x10 (1990)
- Renegade – serie TV, episodio 1x06 (1992)
- Brain Smasher... il buttafuori & la modella (Brain Smasher... A Love Story), regia di Albert Pyun – film TV (1993)
- Daddy Dearest – serie TV, episodio 1x04 (1993)
- The Wayans Bros. – serie TV, episodio 1x13 (1993)
- Sisters – serie TV, episodio 6x17 (1996)
- Homeboys in Outer Space – serie TV, episodio 1x11 (1996)
- Malcolm & Eddie – serie TV, episodio 2x04 (1997)
- Border Line, regia di Ken Kwapis – film TV (1999)
- Running Red, regia di Jerry P. Jacobs – film TV (1999)
- The District – serie TV, episodio 4x09 (2003)
- General Hospital – serie TV, episodi 1x10650-1x10652 (2004)
- Tutto in famiglia (My Wife and Kids) – serie TV, episodi 4x16-5x08 (2004)
- JAG - Avvocati in divisa (JAG) – serie TV, episodio 10x07 (2004)
- Dragon Dynasty, regia di Matt Codd – film TV (2006)
- Drake & Josh – serie TV, episodio 4x05 (2006)
- Project 420 – serie TV (2010)
- Sullivan & Son – serie TV, episodio 3x05 (2014)
- Lethal Weapon – serie TV, episodio 1x07 (2016)
- Sangre Negra – serie TV, episodio 1x05 (2017)
- Curb Your Enthusiasm – serie TV, episodio 10x08 (2020)